# Lancaster Gordon
Lancaster Gordon (Jackson, Misisipi, 24 de junio de 1962) es un exjugador de baloncesto estadounidense que disputó cuatro temporadas en la NBA. Con 1,90 metros de estatura, jugaba en la posición de escolta.

## Trayectoria deportiva

### Universidad
Jugó durante cuatro temporadas con los Cardinals de la Universidad de Louisville, en las que promedió 12,0 puntos, 2,9 rebotes y 2,7 asistencias por partido. En 1983 alcanzaron la Final Four de la División I de la NCAA, cayendo en semifinales ante Houston tras una racha de 16 partidos consecutivos invictos.

### Profesional
Fue elegido en la octava posición del Draft de la NBA de 1984 por Los Angeles Clippers, donde jugó a lo largo de los cuatro años que duró su carrera profesional. Jugador de banquillo, su mejor temporada fue la 1986-87, en la que promedió 7,5 puntos y 2,0 asistencias, y en la que jugó su mejor partido en la liga, ante Portland Trail Blazers el 17 de marzo de 1987, en el que consiguió 33 puntos, 5 rebotes y 3 asistencias en tan solo 28 minutos de juego.
Al año siguiente, el 26 de febrero de 1988, tras haber disputado apenas 8 partidos en toda la temporada, fue cortado, poniendo fin a su carrera profesional. En el total de la misma promedió 5,6 puntos y 1,5 asistencias por encuentro.

## Estadísticas de su carrera en la NBA

### Temporada regular
| Año     | Equipo        | PJ  | PT | MPP  | %TC  | %3P  | %TL   | RPP | APP | ROB | TPP | PPP |
| ------- | ------------- | --- | -- | ---- | ---- | ---- | ----- | --- | --- | --- | --- | --- |
| 1984–85 | L.A. Clippers | 63  | 1  | 10.8 | .383 | .222 | .755  | 1.0 | 1.4 | .5  | .1  | 4.1 |
| 1985–86 | L.A. Clippers | 60  | 1  | 11.7 | .377 | .250 | .804  | 1.1 | 1.0 | .6  | .2  | 5.2 |
| 1986–87 | L.A. Clippers | 70  | 4  | 16.1 | .406 | .292 | .737  | 1.8 | 2.0 | .9  | .2  | 7.5 |
| 1987–88 | L.A. Clippers | 8   | 0  | 8.1  | .355 | .000 | 1.000 | 0.5 | 0.9 | .1  | .3  | 3.5 |
| Total   |               | 201 | 6  | 12.8 | .391 | .271 | .767  | 1.3 | 1.5 | 0.6 | 0.2 | 5.6 |